# Цимошевич, Влодзимеж
Влодзи́меж Цимоше́вич (пол. Włodzimierz Cimoszewicz; род. 13 сентября 1950, Варшава) — польский государственный и политический деятель.

## Биография
Во времена Польской Народной Республики являлся председателем Объединения польских студентов в Варшавском университете и членом ПОРП. После упразднения ПНР не вступил в созданную в 1990 году партию «Социал-демократия Республики Польша», но в 1999 году стал членом Союза демократических левых сил.
В 1993—1995 годах заместитель премьер-министра, министр юстиции и генеральный прокурор.
Премьер-министр Польши в 1996—1997 годах. Был министром иностранных дел в правительстве Лешека Миллера (2001—2004), а затем в правительстве Марека Бельки (2004—2005). Маршал (председатель) Сейма Польши (2005) и один из кандидатов на пост президента в 1990 (в первом туре получил 9,21 % и занял 4 место) и 2005 (отказался).
В октябре 2007 года был избран в Сенат как единственный беспартийный кандидат.
В 2019 году избран депутатом Европарламента.

## Награды
- Памятный знак за личный вклад в развитие трансатлантических отношений Литвы и по случаю приглашения Литовской Республики в НАТО (12 февраля 2003 года, Литва)[2].